# تياري غالديانو
تياري غالديانو (بالفرنسية: Thierry Galdéano)‏ هو كاتب روائي فرنسي من مواليد مدينة بشار الجزائرية في 11 جويلية 1963 حيث عاش رفقة عائلته بحي البرقة حتى أواخر عام 1969 أين قررت عائلته الهجرة إلى فرنسا.
كان والده انطوان يعمل في الجسور والطرق ووالدته ماري كلود كانت ممرضة.

## مؤلفاته
- (بالفرنسية: Le sable Le répit)‏ تدور أحداث الرواية في بشار وهي إصدار 1 جويلية 2010.[2]
- الأقدام السوداء، الحركى، قلوبنا اليتيمة (بالفرنسية: Pieds-noirs, Harkis, nos cœurs orphelins)‏ صدر في 20 جانفي 2012.[3][4]